# Pásztor Béla (politikus)
Pásztor Béla (Ipolybalog, Csehszlovákia, 1938. február 27. –) politikus, 1965–2023 között Veresegyház tanácselnöke, majd polgármestere.

## Élete
Pásztor Béla Ipolybalogon született. 1946 tavaszán a deportálások miatt Magyarországra menekült családjával és 1948-ban Erdővárosba költözött. 1960-ban megnősült, három gyermeke született. Az általános iskolát Erdővároson, a középiskolát Ráckevén végezte. Dolgozott szerszámkészítőként, üzemdiszpécserként és a veresegyházi művelődési ház igazgatójaként is. A Hazafias Népfront tagjaként 1965. szeptember 1-én választották meg Veresegyház tanácselnökének. Soha nem volt az állampárt MSZMP tagja, mégis ezt a tisztséget 1990. október 12-ig betöltötte, amikor is csak a titulusának a megnevezése változott meg, mert a város polgármesterévé választották. Hétszer újraválasztották. 2023. február 17-én bejelentette, hogy február 28-án leköszön a polgármesterségről. Polgármesterségének ideje rekordnak számít Magyarországon, ugyanis ennyire hosszú ideig még senki nem vezetett egy települést az országban.

## Polgármester-választások
- 1990: a polgármestert a képviselő-testület választotta tagjai közül[6]
- 1994: 1. Pásztor Béla (független) (100%)[7]
- 1998: 1. Pásztor Béla (független) (100%)[8]
- 2002: 1. Pásztor Béla (független) (65,25%) - 2. Morvai László (Veresegyház Jobb Jövőjéért Egyesület) (34,75%)[9]
- 2006: 1. Pásztor Béla (független) (65,04%) - 2. Morvai László János (Veresegyház Jobb Jövőjéért) (34,96%)[10]
- 2010: 1. Pásztor Béla (független) (64,78%) - 2. Horváth Ernő (Fidesz-KDNP) (29,54%) - 3. Tatár Sándor (LMP) (5,69%)[11]
- 2014: 1. Pásztor Béla (független) (87,42%) - 2. Szabóné Tolnai Ildikó (Fidesz-KDNP) (12,58%)[12]
- 2019: 1. Pásztor Béla (független) (75,53%) - 2. Simon Tamás (Fidesz-KDNP) (18,55%) - 3. Veres Károly (független) (5,92%)[13]

## Díjai
- Magyar Örökség díj (2019)[14]
- Makovecz Imre-díj (2022)[15]

## Külső hivatkozások
- Több választást nyert meg, mint Orbán Viktor, de azt mondja, sohasem érdekelte a politika – 58 év után távozik Pásztor Béla – Szeretlekmagyarorszag.hu, 2023. február 27.
- Átvészelte a történelem viharait a legyőzhetetlen veresegyházi polgármester – Index.hu, 2023. február 27.